# Bellon
Bellon é uma comuna francesa na região administrativa da Nova Aquitânia, no departamento de Charente. Estende-se por uma área de 9,13 km². Em 2010 a comuna tinha 153 habitantes (densidade: 16,8 hab./km²).